# 五町田村
五町田村（ごちょうだむら）は、佐賀県藤津郡にあった村。現在の嬉野市の一部にあたる。

## 地理
塩田川の中流右岸に位置していた。南西部は唐泉山北東麓の丘陵地、東北部は平地。

## 歴史
- 1889年（明治22年）4月1日、町村制の施行により、藤津郡五町田村、真崎村、谷所村が合併して村制施行し、五町田村が発足[1][2]。旧村名を継承した五町田、真崎、谷所の3大字を編成[2]。
- 1956年（昭和31年）
  - 4月1日、藤津郡嬉野町大字吉田字殿ノ木場を大字谷所に編入[1][2]。
  - 9月1日、藤津郡塩田町、久間村と合併し、塩田町が存続して廃止[1][2]。合併後、塩田町大字五町田・真崎・谷所となる[2]。

### 地名の由来
和泉式部が当地の大黒丸某に養育され、上京後、宮中の詠歌の会で養父母を思って詠んだ歌が賞され、天皇から養父母養生のため田地5町歩の恩賞の沙汰があった伝説にちなむ。

## 産業
- 農業[2]